# 중앙형사경찰 (핀란드)
중앙형사경찰(핀란드어: Keskusrikospoliisi; KRP 케스쿠스리코스폴리시[*], 스웨덴어: Centralkriminalpolisen; CKP)은 핀란드의 전국경찰조직으로, 국제범죄·조직범죄·전문범죄·경제범죄 등 중대범죄에 관한 수사를 맡는 기관이다. 범죄예방기법 및 범죄수사기법의 개발도 담당한다. 직제상 핀란드 내무부 산하의 경찰이사회 산하에 속한다. 본청은 대헬싱키 수도권의 반타에 소재하고 있으며, 북부의 로바니에미와 오울루, 중부의 탐페레, 서부의 투르쿠, 동부의 요엔수, 그리고 올란드 제도의 마리안하미나에 지국이 있다.
1954년 근거법이 마련되었고, 1955년 범죄수사기관인 우시마 주 형사경찰(Uudenmaan läänin rikospoliisikeskus)과 범죄연구기관인 형사연구센터(Rikostutkimuskeskus)를 합병시킴으로써 출범했다. 초대 국장은 코스티 바사였다. 현재 국장은 로빈 라르도트다. 현재 직원은 695명이고, 그 중 경찰인력은 60% 정도다. 나머지는 화학이나 법과학을 비롯한 전문 분야 전공자들로 이루어져 있다.

## 같이 보기
- 핀란드 국경경비대
- 국제형법